# أبوت وكوستيلو

أبوت (على اليمين) وكوستيلو

أبوت وكوستيلو (بالإنجليزية: Abbott and Costello)‏ هما ثنائي كوميدي أمريكي. الأول باد أبوت، والثاني لو كوستيلو. أول ظهور لها في فيلم (One Night in the Tropics) عام 1940.

## روابط خارجية
- أبوت وكوستيلو على موقع الموسوعة البريطانية (الإنجليزية)
- أبوت وكوستيلو على موقع ميوزك برينز (الإنجليزية)
- أبوت وكوستيلو على موقع قاعدة بيانات برودواي على الإنترنت (الإنجليزية)
- أبوت وكوستيلو على موقع ديسكوغز (الإنجليزية)